# كامب دي سبورتس
كامب دي سبورتس هو ملعب متعدد الاستخدامات يقع في شارع دكتور فليمنغ بمدينة ليدا الكتالونية، ويستخدم حاليًا في معظم الأحوال كملعب لمباريات كرة القدم وهو الملعب الرئيسي لنادي ليدا إسبورتيو. يتسع ملعب كامب دي سبورتس لنحو 13500 مقعد، ويضم المجمع ملعبا لكرة القدم يبلغ طوله 102 مترا وعرضه 68 مترًا.

## التأسيس
بدأ تشييد ملعب كامب دي سبورتس في عام 1918 من تصميم المهندس المعماري أدريان فلورينسا، واكتمل بناء الملعب في عام 1919، وفي 1 يناير (كانون الثاني) 1919، افتتح مجمع ملاعب كامب دي سبورتس الرياضي رسميًا، وفي عام 1941، أعيد إعمار ملعب كامب دي سبورتس عقب انتهاء الحرب الأهلية الإسبانية، ثُم زُرعت أرضيات الملاعب بالعشب في عام 1945، ثم شهد الملعب بعض الإصلاحات وأعمال التجديد خلال عامي 1993-1994.

## لمحة تاريخية
افتتح ملعب كامب دي سبورتس رسميا في عام 1919 كمتنزه ومجمع رياضي، وفي العام التالي 1920 صدرت الموافقة على إنشاء ملعب لكرة قدم في المجمع. كانت المساحة الاولى لملعب كرة القدم أقل من مساحته الحالية بسبب مضامير ألعاب القوى التي أحاطت بالملعب. وإلى جانب ملعب كرة القدمضم، ضم مجمع كامب دي سبورتس ملاعب ومضامير وصالات لممارسة رياضات ألعاب القوى، وكرة اليد، والسباحة، وكرة المضرب، وكرة السلة، والكرة الطائرة، والهوكي، والتزلج، وركوب الدراجات، وركوب الدراجات النارية، والجمباز، والملاكمة، والمصارعة، وكرة الباسك، والرماية وكرة قدم الصالات. في البداية كان ملعب كامب دي سبورتس هو الملعب الرئيسي لفريق يوفنتوت، ولكن بعد اختفاء فريق يوفنتوت من الساحة الرياضية، أصبحت فرق أخرى مثل فريق كالافيراس ويوفنتوت وليريدانو وليدا بالومباي وليدا تلعب مبارياتها على ملعب كامب دي سبورتس. تغير اسم فريق ليدا في عام 2011 ليصبح معروفا باسم فريق ليدا إسبورتيو، وهو الفريق الذي اتخذ من كامب دي سبورتس ملعبا رئيسيا له.

## حضور المباريات
يوضح الجدول التالي أعداد الحاضرين من الجماهير التي استقبلها ملعب كامب دي سبورتس خلال مباريات الدوري والتصفيات التي لعبها فريق ليدا اسبورتيو على ملعب كامب دي سبورتس:
| الموسم الرياضي                           | العدد الإجمالي | أقصى عدد للحاضرينّ | أقل عدد للحاضرين | متوسط عدد الحاضرين |
| ---------------------------------------- | -------------- | ----------------- | ---------------- | ------------------ |
| الدوري الإسباني الدرجة الثانية ب 2011–12 | 27,700         | 2,300             | 700              | 1,539              |
| الدوري الإسباني الدرجة الثانية ب 2012–13 | 65,627         | 10,896            | 800              | 3,126              |
| الدوري الإسباني الدرجة الثانية ب 2013–14 | 67,042         | 12,657            | 857              | 3,192              |
| الدوري الإسباني الدرجة الثانية ب 2014–15 | 39,567         | 3,000             | 1,069            | 1,978              |